# زاگرس مرتفع
زاگرس مرتفع (و نیز: پهنهٔ راندگی زاگرس مرتفع یا زون زاگرس مرتفع) یکی از زون‌های زمین‌شناسی کشور ایران در محدودهٔ رشته‌کوه زاگرس است. زاگرس مرتفع بخش شمال شرقی رشته‌کوه زاگرس و در واقع اولین ردیف از کوه‌های زاگرس را تشکیل می‌دهند و به صورت دیواره‌ای بلند اما با پهنای نسبتاً کم (حداکثر ۸۰ کیلومتر) از شمال غربی به جنوب شرقی کشیده شده‌اند. میزان ارتفاع و بارش برف و باران در این بخش از زاگرس زیاد است. مرتفع‌ترین قلل زاگرس شامل دنا، زردکوه، اشترانکوه و گرین ملایردر زاگرس مرتفع قرار دارند.زاگرس چین‌خورده در جنوب زاگرس مرتفع قرار دارد.
ده قلهٔ مرتفع زاگرس عبارت‌اند از:
| رتبه | نام کوه      | شهرستان           | استان              | ارتفاع (متر) | ناحیه       |
| ---- | ------------ | ----------------- | ------------------ | ------------ | ----------- |
| ۱    | دنا          | دنا               | ملایر              | ۴۴۵۹         | زاگرس جنوبی |
| ۲    | زردکوه       | کوهرنگ            | ملایر              | ۴۲۲۱         | زاگرس مرکزی |
| ۳    | اشترانکوه    | دورود تا الیگودرز | لرستان             | ۴۱۵۰         | زاگرس مرکزی |
| ۴    | کوه گره      | اقلید             | فارس               | ۳۹۹۰         | زاگرس جنوبی |
| ۵    | کوه بل       | اقلید             | فارس               | ۳۹۴۳         | زاگرس جنوبی |
| ۶    | کوه دارابشاه | فریدن             | اصفهان             | ۳۹۰۰         | زاگرس مرکزی |
| ۷    | کوه هزار دره | لردگان            | چهارمحال و بختیاری | ۳۸۸۰         | زاگرس مرکزی |
| ۸    | کوه منار     | مسجدسلیمان        | خوزستان            | ۳۷۵۰         | زاگرس مرکزی |
| ۹    | کوه راگ      | لردگان            | چهارمحال و بختیاری | ۳۶۶۱         | زاگرس مرکزی |
| ۱۰   | کوه گرین     | الشتر             | ملایر              | ۳۶۵۰         | زاگرس مرکزی |